# Walid ben Attash
Walid Mohammad Salih ben Mubarak ben Attash (arabe : وليد محمد صالح بن مبارك بن عتش) est un Yéménite né en 1978. En 2021, il est prisonnier au camp de Guantánamo en détention extrajudiciaire pour ses activités terroristes.
Le bureau du directeur du renseignement national américain le décrit comme « rejeton d'une famille de terroristes »,.
Les procureurs américains servant sur la Commission militaire de Guantánamo l'accusent d'avoir aidé à la préparation des attentats à la bombe des ambassades américaines à Dar es Salam (Tanzanie) et à Nairobi (Kenya) en août 1998 et de l'attentat contre l’USS Cole en 2000, ainsi que d'avoir servi de garde du corps d'Oussama ben Laden, ce qui lui vaudrait la réputation d'être un « garçon errant »,. Il a été formellement accusé d'avoir choisi et entraîné plusieurs pirates de l'air des attentats du 11 septembre 2001.
La Pologne a offert le statut de victime à Attash en raison de soupçons de tortures dans l'une des prisons secrètes de la CIA dans ce pays.

### Citations originales
1. ↑  (en) « scion of a terrorist family »
2. ↑  (en) « errand boy »